# ブリティッシュ・エアロスペース

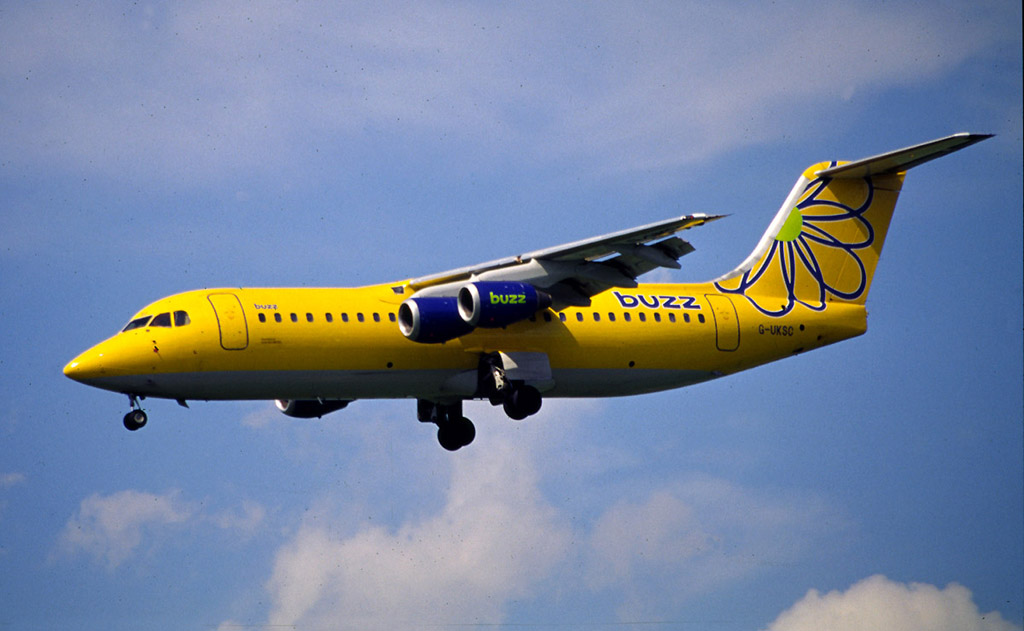
ブリティッシュ・エアロスペース BAe 146-300

ブリティッシュ・エアロスペース（英語: British Aerospace, 略称: BAe）は、イギリス国内にあった航空機メーカー4社が統合して1977年4月29日に誕生した国有航空宇宙企業である。1999年にはBAEシステムズ (BAE Systems) に組織改編された。

## 経過
1977年にイギリス政府の航空宇宙産業の国有化法 “Aircraft and Shipbuilding Industries Act” によって、
- スコティッシュ・アビエーション
- ホーカー・シドレー・アビエーション
- ホーカー・シドレー・ダイナミクス
- ブリティッシュ・エアクラフト・コーポレーション (BAC)

の4社が統合されて誕生したのがブリティッシュ・エアロスペースである。
1981年1月1日に1980年度ブリティッシュ・エアロスペース法 (British Aerospace Act 1980) が公布され、ブリティッシュ・エアロスペース有限公社 (British Aerospace Public Limited Company) へと組織改編された。同年2月にはイギリス政府と従業員が51.57%の株式を持つことが決定した。軍の車両や小銃、弾薬を製造するロイヤル・オードナンス（1987年合併）やローバー、ランドローバー、ミニなどのブランドを擁した自動車会社ローバー・グループ（1988年合併）を傘下におさめた。また、1991年にはヘッケラー&コッホを買収した。
統合後も合理化は進められ、1989年には持株会社の元で軍用機部門や民間機部門などに分割された。ローバー・グループは1994年にドイツのBMWに売却された。国際的な航空機業界再編の影響を受け、1999年11月30日にBAEシステムズへと移行した。また独自に航空機を単独で開発することが少なくなり、ヨーロッパのほかのメーカーと共同開発することが多くなっていた。

## 製品一覧
- ユーロファイター 2000 - 国際共同開発の戦闘機
- ジェットストリーム 31
- ジェットストリーム 41
- ジェットストリーム 61
- BAe 1-11
- BAe 121 トライデント
- BAe 125
- BAe P.103（双発のV/STOL戦闘機）
- BAe P.125
- BAe 146
- BAe 748 - 以前はホーカー・シドレー 748、開発時にはアブロ 748
- BAe ATP
- BAe EAP
- BAe ニムロッド
- BAe シーハリアー
- BAe ハリアー II
- BAe ホーク